# 마이 리틀 포니: 이퀘스트리아 걸스 스페셜
마이 리틀 포니: 이퀘스트리아 걸스 스페셜(영어: My Little Pony: Equestria Girls (2017 television specials)(또는 넷플릭스에서 마이 리틀 포니: 이퀘스트리아 걸스 캔털롯 고등학교이야기)는 미국과 캐나다의 플래시 애니메이션 TV 스페셜 시리즈이다.

## 목소리 출연
- 박지윤: 트와일라잇 스파클/사이트와이 역
- 은영선: 선셋 쉬머, 레몬 제스트, 사워 스위트 역
- 리영란: 스파이크, 주니퍼 몽타주, 슈가코트, 써니 플레어 역
- 김율: 애플잭 역
- 여민정: 래리티 역
- 조현정: 레인보우 대쉬 역
- 조경이: 핑키 파이, 체스트넛 마그니피코 역
- 박소라: 플러터샤이 역
- 소연: 스타라이트 글리머 역

## 스페셜 목록
- 1. 댄스 매직 (Dance Magic)
- 2. 무비 매직 (Movie Magic)
- 3. 미러 매직 (Mirror Magic)